# Josip Pupačić
Josip Pupačić (19. září 1928 Slime, poblíž Omiše, Rakousko-Uhersko – 23. května 1971 Krk) byl chorvatský básník. Byl jedním z redaktorů časopisu Krugovi a později také i časopisu Književnik.
Jako básník byl ovlivněn Miroslavem Krležou, Dobrišou Cesarićem, Antunem Gustavem Matošem, Tinem Ujevićem, Silvije Strahimirem Kranjčevićem a Vladimirem Vidričem. Pupačić byl básníkem, který si po celé své tvůrčí období (ač nebylo dlouhé) pohrával s chorvatskou literární tradicí. Ke konci svého života se tak stal tvůrcem, v jehož dílech převažovala především regionální témata. Velkou část svého života strávil na chorvatském jaderském pobřeží, což se – spolu se společenskými změnami v Chorvatsku poloviny 20. století – do jeho básní silně promítlo. Mezi příklady těchto motivů v Pupačićově tvorbě tak patří báseň More (česky Moře), nebo Moj križ svejedno gori (1971), která je jako smutná báseň, vydaná jen nedlouho před básníkovou tragickou smrtí při leteckém neštěstí na ostrově Krk, považována za předzvěst jeho konce.
Mezi další známé básně Josipa Pupačiće patří ještě Kiše pjevaju na jablanima (prvotina, 1955), Cvijet izvan sebe (1958), či Oporuka (1965). V básních Vodama Cetinje, Zemlja i ja, Ovde sam se dogodio, U ovom kamenu vyjadřuje propojenost člověka jak se svojí minulostí, tak i budoucností a jeho neměnnost v koloběhu světa. To tak představuje jednotu člověka se světem.